# شمنیتس (منطقه)
شمنیتس (به آلمانی: Regierungsbezirk Chemnitz) یک رگیرونگسبتسیرک در آلمان است که در زاکسن واقع شده‌است. شمنیتس ۱٬۵۲۶٬۰۹۱ نفر جمعیت دارد.